# C1 Advanced
 (avril 2025).
Si vous disposez d'ouvrages ou d'articles de référence ou si vous connaissez des sites web de qualité traitant du thème abordé ici, merci de compléter l'article en donnant les références utiles à sa vérifiabilité et en les liant à la section « Notes et références ».

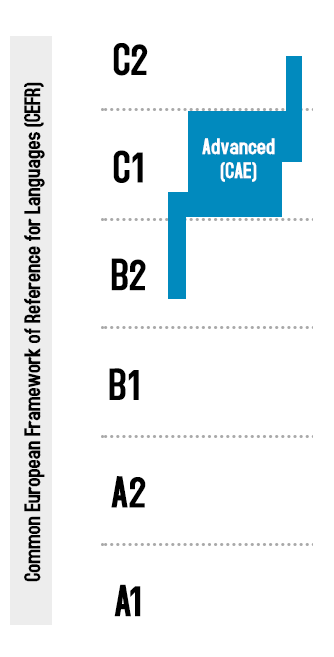
Positionnement de l'examen par rapport au CECRL.

Le C1 Advanced (anciennement Cambridge English Advanced ou Certificate in Advanced English (CAE)) est un examen international sanctionnant un certain niveau de maîtrise de la langue anglaise (en).
C'est le quatrième diplôme par niveau de difficulté proposés par Cambridge English Language Assessment dépendant de l'université de Cambridge. Il correspond au niveau C1, « Autonome » défini par le Cadre européen commun de référence pour les langues du Conseil de l'Europe.
Il est possible de préparer le C1 Advanced dans de très nombreuses écoles de langue, au Royaume-Uni ou à l'étranger, qui proposent un entrainement et des examens blancs dans le cadre d'un séjour linguistique. En raison du caractère très formel de l'examen, une préparation spécifique est recommandée. Cette recommandation est suivie par près de 85 % des candidats.
Le passage de l'examen se déroule dans l'un des centres d'examens agréés Cambridge English, comme le British Council.

## Déroulement
L'examen se déroule trois fois par année (en mars, juin et décembre). L'inscription coûte environ 210 €. Un candidat ayant échoué peut se réinscrire plusieurs fois.
Le test comprend quatre parties (Papers) et se déroule généralement sur deux jours non consécutifs :
1. compréhension écrite et Grammaire - Reading and Use of English (1 h 30) ;
2. expression écrite - Writing (1 h 30) ;
3. compréhension orale - Listening (environ 40 min) ;
4. expression orale - Speaking (15 min) (se pratique généralement en paire, parfois à trois).

## Évaluation
Chaque Paper a le même poids et compte pour 20 % dans l'évaluation totale. Seule l'évaluation totale est significative : il n'y a pas de note, ni de branche éliminatoire. Le certificat est attribué aux candidats obtenant au moins 60 % des points.
Cinq notes sanctionnent l'examen :
- A : résultat supérieur ou égal à 80 % ;
- B : résultat entre 75 % et 80 % ;
- C : résultat entre 60 % et 74 % ;
- D : résultat entre 55 % et 59 % ;
- E : résultat inférieur à 54 %.

Les notes D et E sanctionnent un échec à l'examen.
Les résultats sont communiqués par internet environ un mois et demi après l'examen. Le diplôme éventuel est envoyé au candidat plus de deux mois après l'examen.
Des statistiques détaillées peuvent être consultées sur le site officiel.
Depuis janvier 2015, les résultats de Cambridge English Advanced (CAE) sont reportés sur la nouvelle Cambridge English Scale, nouveau système de communication des résultats.